# Chelan Simmons
Chelan Simmons (ur. 29 października 1982 w Vancouver) – kanadyjska aktorka filmowa i telewizyjna, znana najlepiej z ról w filmach Oszukać przeznaczenie 3, Postrach z jeziora, Oczy zła, Carrie, Monster Island, Ogre oraz z serialu stacji ABC Family pt. Kyle XY. Także modelka.
Swojego partnera, aktora Chrisa Harrisona, poznała na planie filmu klasy „B” produkowanego przez MTV Wyspa zła (Monster Island, 2004).

## Wybrana filmografia
- 2010: Urok kłamstwa (Seduced by Lies) jako Tia; film TV